# Solanum mankiense
Solanum mankiense är en potatisväxtart som beskrevs av Symon. Solanum mankiense ingår i släktet skattor som ingår i familjen potatisväxter. Inga underarter finns listade i Catalogue of Life.